# L'amore vero (Bianca Atzei)
L'amore vero è un singolo della cantante italiana Bianca Atzei, pubblicato il 3 agosto 2012 ed incluso 3 anni più tardi nell'album di debutto Bianco e nero.

## Classifiche
| Classifica (2012) | Posizione massima |
| ----------------- | ----------------- |
| Italia            | 52                |